# بخش نیکیفوروفسکی
بخش نیکیفوروفسکی (به لاتین: Nikiforovsky District) یک سکونتگاه مسکونی در روسیه است که در استان تامبوف واقع شده‌است.